# Ковалёва, Анна Петровна
Анна Петровна Ковалёва (12 июня 1919 — 8 февраля 1997) — советская и латвийская актриса. Заслуженная артистка Латвийской ССР (1958).

## Биография
Анна Ковалёва родилась 12 июня 1919 года в деревне Икрово Псковской губернии в крестьянской семье.
Окончила Островскую среднюю школу (1934), Ленинградский театральный институт (1939).
Актриса Ленинградского ТЮЗа (1938—1941), Рижского театра русской драмы (1944—1947), Государственного театра юного зрителя Латвийской ССР (1948—1976).
Умерла в Риге 18 февраля 1997 года, похоронена на рижском кладбище Матиса.

## Признание и награды
- 1958 — Заслуженная артистка Латвийской ССР[1]

## Творчество

### Роли в театре

#### Рижский театр русской драмы
- 1945 — «Невестка» Вилиса Лациса — Айя
- 1946 — «Без вины виноватые» А. Н. Островского — Аннушка
- 1946 — «Враги» Максима Горького — Надя
- 1947 — «Мещане» Максима Горького — Степанида

#### Рижский театр юного зрителя
- 1949 — «Красная шапочка» Евгения Шварца — Лиса
- 1949 — «Вей, ветерок!» Райниса — Байба
- 1952 — «Королевство кривых зеркал» В. Губарева и А. Успенского — Яло
- 1954 — «Злой дух» Рудольфа Блауманиса — Янка
- 1954 — «Крошка Доррит» Александры Бруштейн по одноимённому роману Чарлза Диккенса — Эмми
- 1954 — «На опасном рубеже» В. Любимова — Петя
- 1956 — «Приключения Димки» В. Коростылёва и М. Львовского — Димка
- 1956 — «В добрый час!» Виктора Розова — Катя
- 1957 — «Эмиль и берлинские мальчишки» Эриха Кестнера — Профессор
- 1957 — «Остров сокровищ» по роману Р. Л. Стивенсона — Джим
- 1958 — «Отверженные» по одноимённому роману Виктора Гюго — Гаврош
- 1958 — «Сомбреро» Сергея Михалкова — Вадим
- 1959 — «Копьё чёрного принца» Л. Прозоровского и П.Хомского — Рыжий
- 1959 — «На улице Уитмена» Мэксин Вуд[англ.] — Бэла
- 1959 — «Друг мой Колька» Александра Хмелика — Юра Устинов — председатель совета отряда
- 1959 — «Чёртова мельница» Исидора Штока по пьесе Яна Дрды — Чертовка
- 1960 — «Кукла Надя» Вадима Коростылёва — Профессор
- 1960 — «Приключения Тома Сойера» Марка Твена — Билли Фишер
- 1961 — «Мишка, Серёга и я — Гарик» В.Маланкина и Г.Цеплиовича — Андрей Синицин
- 1961 — «Космический гость» по водевилю Бориса Рабкина — Мария Карповна
- 1962 — «Сотворившая чудо» Уильяма Гибсона — Виней
- 1963 — «Перед ужином» Виктора Розова — Эмма Константиновна
- 1965 — «На всякого мудреца довольно простоты» Александра Островского — Матрёша
- 1965 — «Гусиное перо» Семёна Лунгина — учитель Маргарита Степановна
- 1967 — «Винни Пух и его друзья» по произведениям Алана Александра Милна — Сова, которая живёт в Савешнике
- 1968 — «Обыкновенная история» по роману И. А. Гончарова — Аграфена
- 1970 — «Девочка и апрель» Тамары Ян — Симка — толстая
- 1971 — «Старший сын» Александра Вампилова — Соседка
- 1972 — «Дождь лил как из ведра» Александра Хмелика — Представитель завода
- 1973 — «Брат Алёша» по роману Ф. М. Достоевского — Арина Петровна
- 1974 — «Бумбараш» по ранним произведениям Аркадия Гайдара Евгения Митько, Ю. Михайлова и Владимира Дашкевича — Крестьянка
- 1974 — «Четыре капли» Виктора Розова — Чашкина
- 1975 — «Приключения Буратино в Стране Дураков» по сказке Алексея Толстого — Тортила